# Movimento Me Too (China)
O movimento #MeToo na China (chinês: #WoYeShi) surgiu no modelo de movimentos semelhantes, logo após seu surgimento nos Estados Unidos. O movimento lançou luz sobre a violência sexual e o estupro na China. A China censurou sua mídia e impediu que suas cidadãs se engajassem em qualquer forma de movimento feminista, especialmente o movimento contra o assédio sexual contra as mulheres. Portanto, as mulheres participaram em grande número em suas plataformas de mídia social e mobilizaram outras pessoas ao redor do mundo usando a hashtag #MeToo para ajudar a lutar por seus direitos. Juntamente com a hashtag #MeToo, os emojis de coelho, tigela e arroz foram usados em referência ao termo "Coelho de arroz", pronunciado em chinês como "Mi-Tu". Essa combinação de emojis foi amplamente usada nas redes sociais.

## Movimento #Me Too na China: O crescimento do feminismo e a voz das mulheres

### #MeToo em campi universitários na China
O #MeToo é conhecido como #WoYeShi (que significa #Eu Também) na China. A ideia de usar o emoji “arroz (mi) coelho (tu)” veio de uma das ativistas feministas, Xiao Qiqi. O #MeToo na China começou no movimento pelo ex-Ph.D. e estudante Luo Qianqian, criticando um dos professores da Universidade Beihang, Chen Xiaowu, por assédio sexual. Quando o movimento #MeToo começou a inspirar e encorajar as pessoas ao redor do mundo, Luo decidiu entrar em contato com seus ex-colegas que tiveram experiências semelhantes há muito tempo. Esses ex-alunos compartilhavam uma memória em comum sobre Chen Xiaowu com Luo, que eram forçados a beber álcool com o professor. Descobriu-se que um dos ex-alunos tinha a gravação de assédio como prova. Luo então contatou o presidente da Beihang Alumni Association para acusar publicamente Chen Xiaowu. A Universidade Beihang finalmente removeu Xiaowu de seu cargo de professor, já que a hashtag #MeToo de Xiao Qiqi na conhecida plataforma de microblog Weibo (geralmente conhecida como a versão chinesa do Twitter) atraiu mais de 2,3 milhões de visualizações em apenas alguns dias. A ação da Universidade Beihang foi elogiada pelo China Daily. O China Daily encorajou os alunos a dizer #MeToo e a expor sua experiência desumana com professores abusivos.

### Intervenção da polícia e censura governamental
Uma das ativistas feministas, Da Tu, lutava contra o assédio sexual na China desde 2012; no entanto, o espaço público para tal ativismo reduziu-se drasticamente desde 2014 com a intervenção da censura do governo chinês e da polícia. Foi na véspera do Dia Internacional da Mulher, em 8 de março de 2015, quando cinco feministas (também conhecidas como as  Feminist Five) foram presas pela polícia e mantidas sob custódia por 37 dias por planejarem a distribuição de panfletos contra o assédio sexual no transporte público. Seu plano foi acusado de “provocar brigas e provocar problemas”. A ativista feminista Da Tu mencionou que sua organização foi forçada a fechar e denunciada à polícia, e a arte performática feminista e qualquer tipo de protesto público tornaram-se muito arriscados e quase impossíveis. Junto com Da Tu, Li Maizi (Li Tingting), Wei Tingting, Wu Rongrong e Wang Man estavam as outras feministas (As Cinco Feministas) que foram presas por seu ato de ativismo. Li Maizi foi humilhada na prisão por sua orientação sexual e foi ridicularizada por ser lésbica. As identidades de Maizi como lésbica e ativista feminista foram parte dos motivos de sua prisão, destacando o problema comum que feministas e ativistas LGBT enfrentam na China até hoje.

### Assédio sexual em ambientes de trabalho profissional
A jornalista chinesa Huang Xueqin sofreu uma tentativa de estupro de seu supervisor no quarto do hotel. Ela acabou largando o emprego após essa experiência traumática. De acordo com a pesquisa de Huang, realizada com outras jornalistas chinesas, entre um total de 250 respondentes, quase 80% delas relataram assédio sexual que decidiram manter em silêncio, e apenas 1% relatou à polícia enquanto 3,3% apenas renunciaram de seus empregos. Apesar de ter sido vítima de assédio sexual, Huang foi a pessoa que foi presa assim como outras ativistas feministas pela polícia em Guangzhou por “provocar brigas e provocar problemas”, devido ao seu ativismo. Foi relatado que inúmeras vítimas do sexo feminino que foram à polícia para denunciar o assédio sexual foram desencorajadas a apresentar queixas e ignoradas a e tiveram que esperar muito tempo para serem atendidas por um policial.

### MeToo na religião: escândalo de Shi Xuecheng
Surgiram relatórios em 2018 de alegações de má conduta sexual pelo abade do Mosteiro de Longquan, Shi Xuecheng. Dois monges do Templo Longhua de Pequim, Shi Xianxia e Shi Xianqi, publicaram um relatório de 95 páginas na internet revelando o assédio sexual do líder religioso. De acordo com o relatório, o abade Shi Xuecheng enviou mensagens de texto de assédio sexual para uma freira, Xianjia. Além disso, Shi Xuecheng enviou textos de assédio sexual a cinco outras discípulas do Templo Kek Lok, na Malásia. O relatório diz que as discípulas foram assediadas sexualmente para se tornarem dependentes do poder religioso do abade. A polícia do distrito de Haidian recebeu os alertas sobre esta questão de violência sexual ocorrida no templo em junho de 2018. Shi Xuecheng também era um funcionário do Partido Comunista Chinês, encarregado da Associação Budista, administrada pelo governo. Como resultado de #MeToo, Shi Xuecheng perdeu sua posição como abade e está atualmente sob investigação por transgressões sexuais como líder religioso e político.

## MeToo nos esportes

### Alegações contra Zhang Gaoli
Em 2 de novembro de 2021, a tenista profissional Peng Shuai compartilhou acusações de agressão sexual contra Zhang Gaoli, ex-vice-premiê da República Popular da China e um alto funcionário do Partido Comunista Chinês.